# Обель, Пер
Пер Павельс Обель (норв. Per Pavels Aabel; 25 апреля 1902, Кристиания — 22 декабря 1999, Осло — норвежский актёр, танцовщик, хореограф, театральный педагог и администратор. В сценической карьере Обеля наиболее известны центральные роли в комедиях, однако в его репертуар входили также значительные серьёзные драматические роли. Один из ведущих чтецов-рассказчиков на норвежском телевидении и в индустрии звукозаписи. Лауреат премии «Пер Гюнт» (1972), премии Spellemannprisen (1975), почётного приза «Аманда» (1998) за заслуги перед норвежским кино и телевидением, кавалер Большого креста ордена Святого Олафа (1988).

## Биография
Родился в 1902 году в Кристиании (на тот момент — Объединённые королевства Швеция и Норвегия в театральной семье: и отец Хаук Обель, и мать Сванхильд Йоханнессен были актёрами. Пер был старшим ребёнком в семье, где позже родились ещё два сына — Эгиль и Андреас (последний также избрал актёрскую карьеру).
Получил образование в лучших школах Кристиании, в старших классах подружился с наследником норвежского престола (будущим королём Улафом V). Позже учился в парижской Школе изящных искусств, а затем брал уроки балетного искусства в Лондоне в школе Энрико Чеккетти, где познакомился с Сергеем Дягилевым. В середине 1920-х годов посещал семинар актёрского и режиссёрского мастерства Макса Рейнхардта.
В 1921 году дебютировал как балетный танцовщик в театре «Майоль» в постановке «Карнавал». На следующий год вместе с танцовщицей Лиллебиль Ибсен открыл в норвежской столице собственную балетную школу, самой известной воспитанницей которой была будущая чемпионка по фигурному катанию Соня Хени. Дебют в качестве хореографа состоялся тремя годами позже в театре «Национальная сцена», где была поставлена оперетта Сверре Хагерупа Булля; работа Обеля как хореографа демонстрировала заметное влияние Дягилева и его «Русского балета». Сам Обель также участвовал в постановке как танцовщик, исполнив сольный танец в ритме танго, который так понравился публике, что его пришлось исполнить на бис.
В дальнейшем делил время между Норвегией и контрактными работами в таких городах, как Рим, Вена, Прага и Будапешт. В 1928 году организовал постановку в Париже пьесы Ибсена «Бранд». В 1931 году дебютировал как драматический актёр и певец на сцене «Нового театра» в оперетте Эдуара Бурде «Слабый пол». С 1933 по 1938 год занимал пост директора театра «Карл-Юхан», с 1938 по 1940 год служил в Центральном театре, а затем на протяжении более чем 30 лет, до 1972 года — в Национальном театре. После 1972 года играл в разных театрах как свободный агент. Получил широкую известность исполнением комических ролей в классических пьесах Людвига Хольберга (Хенрик в «Хенрике и Пернилле» и «Маскараде», Ольдфукс и в особенности Вьельгескрей в «Занятом человеке», норв. Den Stundesløse) и Мольера. Заметными стали роли в «Двенадцатой ночи» Шекспира (Мальволио), «Идеальном муже» Уайльда (Горинг), «Милом лжеце» Килти (Бернард Шоу, премия Ассоциации норвежских критиков 1961 года), пьесах Нильса Хьера и Алекса Бринкманна. Серьёзные драматические роли, сыгранные Обелем — Ялмар Экдал («Дикая утка» Ибсена), Фигаро («Безумный день, или Женитьба Фигаро»), Кларк («Комики» Нила Саймона), Гарри («Дом» Дэвида Стори, телеспектакль 1972 года), доктор («Старомодная комедия» Алексея Арбузова, телеспектакль 1980 года).
В кино дебютировал в 1938 году в музыкальной комедии Густава Муландера «Забавный обмен» (швед. Ombyte förnöjer, Швеция), в 1942 году снялся в первой норвежской музыкальной комедии «Господин с усами» вместе с Венке Фосс. В целом сыграл чуть более десятка ролей за 40 лет. В последний раз играл в кино в 1978 году, читая текст рассказчика в «Приключениях Пикассо» Таге Даниэльссона (1978), а на телевидении — в постановке «Пера Гюнта» 1986 года. Театральную карьеру завершил в 1981 году ролью в «Милом лжеце».
В 1943 году была выпущена первая граммофонная запись Обеля. В 1952 году он заявил о себе как певец в программах кабаре «Карл-Юхан», а в дальнейшем приобрёл известность как чтец-декламатор. Особенно популярны были его интерпретации сказок и рассказов Андерсена, таких как «Девочка со спичками». Пьеса Обеля «Об и от Х.-К. Андерсена» (норв. Om og av H. C. Andersen) была поставлена в Национальном театре, представлена в театральных турне и на телевидении и в 1975 году выпущена в форме двойного альбома, 10 недель остававшегося в топе национального хит-парада VG-lista. После этого телепрограммы и пластинки с Обелем, читающим Андерсена, выходили в 1976, 1985, 1990 и 1992 годах.
В 1999 году участвовал в торжествах, приуроченных к 100-летию Национального театра. Скончался в декабре того же года в Осло. Актёру были устроены государственные похороны, на которых присутствовала королевская семья и которые транслировались по телевидению.

## Признание
Абель завоевал признание у простой публики несмотря на свой утончённый, старомодный и эмоциональный стиль исполнения. Мягкий характер и дружелюбный нрав сделали его любимцем детей, и общеизвестный факт его гомосексуальности не вредил его репутации.
Как театральный и музыкальный деятель Абель был удостоен многочисленных профессиональных наград. Среди них были премия «Пер Гюнт» (1972), музыкальная премия Spellemannprisen (1975, за аудиопостановку «Об и от Х.-К. Андерсена») и почётная премия «Аманда» за заслуги перед норвежским кино и телевидением. Награждён датской Мемориальной медалью Х.-К. Андерсена (1976). С 1979 года имя Пера Обеля носит награда, ежегодно присуждаемая наиболее выдающемуся актёру Норвегии.
В 1953 году произведён в кавалеры ордена Святого Олафа 1-го класса, в 1969 году — в командоры, в 1978 году — в командоры со звездой. В 1988 году стал кавалером Большого креста ордена Святого Олафа — высшей награды страны, которой удостаиваются обычно главы государств. Был также произведён в командоры датского ордена Данеброг и в кавалеры французского ордена Почётного легиона. Награждён высшей наградой города Осло — Медалью культуры св. Халльварда.